# Hemington (Northamptonshire)
Hemington – wieś w Anglii, w hrabstwie Northamptonshire, w dystrykcie (unitary authority) North Northamptonshire. Leży 42 km na północny wschód od miasta Northampton i 106 km na północ od Londynu.